# Réacteur à eau légère
Un réacteur à eau légère (REL) ou light water reactor (LWR) est un réacteur nucléaire qui utilise de l'eau, aussi appelée eau légère, comme fluide caloporteur et modérateur. Cela le distingue du réacteur à eau lourde et du réacteur modéré au graphite. Il s'agit de réacteurs à neutrons thermiques. 
Les réacteurs à eau légère les plus courants sont les réacteurs à eau pressurisée (REP) et les réacteurs à eau bouillante (REB).
D'autres types de réacteurs sont refroidis à l'eau légère, notamment les RBMK russes et des réacteurs militaires de production de plutonium. Toutefois, on ne les désigne pas comme des REL car ils sont modérés au graphite, et leurs caractéristiques nucléaires sont donc très différentes.
Le combustible nucléaire d'un réacteur à eau légère est typiquement l'uranium enrichi jusqu'à environ 3 % - 5 % d'uranium-235. Bien que l'U-235 soit le combustible principal, les atomes d'uranium-238 contribuent aussi au processus de fission nucléaire en se transformant en plutonium-239. Dans le parc français, le combustible MOX, avec 7% plutonium, est aussi utilisé. Les réacteurs à eau légère sont généralement rechargés tous les 12 ou 18 mois. À chaque fois, environ un tiers de la charge est remplacée ; la gestion exacte dépend du type et de l'enrichissement du combustible,.
Le parc français est composé des réacteurs REL, du type REP.